# Боуэн, Йорк
Э́двин Йорк Бо́уэн (англ. Edwin York Bowen; 22 февраля 1884, Лондон, Великобритания — 23 ноября 1961, там же) — британский композитор, дирижёр, пианист, органист, альтист, валторнист и педагог.

## Биография
Родился в семье владельца производителей известной марки виски «Боуэн и МакКекни» (англ. Bowen and McKechnie). Младший из трех сыновей. В детстве учился играть на фортепиано у своей матери. В 1898—1905 годах учился в Королевской академии музыки в Лондоне у Фредерика Кордера (композиция) и Тобайаса Маттея (фортепиано). С 1905 года преподавал фортепиано в школе своего наставника Тобиаса Маттея, а с 1908 года — в Королевской академии музыки. Одним из его учеников был Дерек Холман.

## Сочинения
- Симфония № 1 (1902)
- Симфония № 2 (1909)
- Симфония № 3 (1951) (утрачена)
- Симфония № 4 (1961) (не завершена)
- симфоническая поэма «Жалоба Тассо» / The lament of Tasso
- симфоническая сюита № 1 (1904)
- симфоническая сюита № 2 (1907)
- симфоническая сюита № 3 (1908)
- симфоническая фантазия
- концерт для фортепиано с оркестром № 1
- концерт для фортепиано с оркестром № 2
- концерт для фортепиано с оркестром № 3
- концерт для скрипки с оркестром
- концерт для альта с оркестром
- рапсодия для виолончели
- 3 струнных квартета
- 5 сюит для скрипки и фортепиано
- соната для альта с фортепиано
- соната для виолончели с фортепиано
- соната для фортепиано
- 24 прелюдии для фортепиано

## Литературные сочинения
- Pedalling the modern pianoforte. — L., 1936.
- Arpeggio passages for the keyboard. — L., 1942.
- The simplicity of piano technique. — L., 1961.